# Chemical Invasion
Chemical Invasion – drugi album studyjny niemieckiego zespołu thrash metalowego Tankard. Wydawnictwo ukazało się w październiku 1987 roku nakładem wytwórni muzycznej Noise Records. Nagrania zostały zarejestrowane między czerwcem a sierpniem 1987 roku w Musiclab Studio w Berlinie. W 2005 roku album został ponownie wydany w zestawie wraz z albumem Zombie Attack. Na albumie znalazł się utwór "Don't Panic" opowiadający o katastrofie w Czarnobylu w 1986 roku.

## Lista utworów
Opracowano na podstawie materiału źródłowego.
Strona A
1. "Intro" – 0:17
2. "Total Addiction" – 3:26
3. "Tantrum" – 3:15
4. "Don't Panic" – 4:25
5. "Puke" – 0:58
6. "For a Thousand Beers" – 7:23

Strona B
1. "Chemical Invasion" – 5:27
2. "Farewell to a Slut" – 4:10
3. "Traitor" – 7:56
4. "Alcohol (Gang Green cover)" – 2:04

## Twórcy
Opracowano na podstawie materiału źródłowego.

- Andreas "Gerre" Geremia – śpiew, miksowanie
- Frank Thorwarth – gitara basowa
- Axel Katzmann – gitara, miksowanie
- Andy Boulgaropoulos – gitara
- Oliver Werner – perkusja
- Harris Johns - produkcja, miksowanie
- Sebastian Krüger - okładka albumu
- Buffo Schnädelbach - zdjęcia